# Йоганн Вільгельм Ріттер
Йоганн Вільгельм Ріттер (пол. і нім. Johann Wilhelm Ritter; 16 грудня 1776, Гаунау, Сілезія (зараз Хойнув, Польща) — 23 січня 1810, Мюнхен) — польський і німецький хімік, фізик, філософ-романтик.

## Біографія
Йоганн Вільгельм Ріттер народився 16 грудня 1776 в Гаунау, Сілезія, був сином протестантського пастора. Навчався в Єнському університеті. Входив в коло Гете, А. фон Гумбольдта, Новаліса, Брентано, Шеллінга, де його високо цінували: «Ріттер — лицар, — говорив Новаліс — обігруючи прізвище друга (нім. Ritter — лицар), — а ми тільки пажі». Дружив і співпрацював з Ерстедом. Зробив ряд найважливіших відкриттів в області електрохімії та ультрафіолетового випромінювання. Йому належить відкриття ультрафіолетової частини електромагнітного спектра.
У 1800 році Ріттер виявив можливість гальванічного покриття, вперше отримав водень і кисень електролізом води.
У 1801 році передбачив існування термоелектрики. У тому ж році вчений, використовуючи призму, ставив досліди з дослідження хімічного впливу різних ділянок світлового спектру. В результаті Ріттер виявив, що почорніння хлориду срібла зростає при переході від червоного до фіолетового кінця спектра і стає максимальним за його межами. Так він виявив ультрафіолетові промені. Його відкриття було особливо важливим для розробки фотографічних процесів.
У 1803 році Ріттер фактично винайшов електричну акумуляторну батарею. Склавши стовп з п'ятдесяти мідних кружечків, між якими було прокладено вологе сукно, він пропустив по ньому струм від вольтова стовпа. В результаті стовп сам став вести себе як джерело електрики. Пояснив такий ефект у 1805 році італійський вчений Алессандро Вольта.
Вважається, що експерименти Ріттера поклали початок наукової електрохімії.
Не володіючи вченим ступенем, Ріттер читав лекції з фізики в Єнському університеті. У 1805 році він переїхав до Мюнхена і в цьому ж році був призначений членом Баварської академії наук.
Ріттер захопився експериментами по збудженню м'язів і сенсорних органів за допомогою електрики і вивченням електрофізіології рослин. Успіхи в його дослідженнях багато в чому були пов'язані з дослідами на власному тілі, в тому числі при дуже високій напрузі. Очевидно, ці експерименти підірвали здоров'я Ріттера. Вважається, що вони могли послужити одним з джерел натхнення для Мері Шеллі при створенні роману «Франкенштейн, або Сучасний Прометей».
Йоганн Вільгельм Ріттер помер у віці 33 років у Мюнхені.

## Публікації на українській мові
- Фрагменти, залишені молодим фізиком. Кишенькова книжечка для друзів природи / / Герметизм, магія, натурфілософія в європейській культурі XIII—XIX ст. — М.: Канон+, 1999. — С. 502—524.